# Cédric Kanté
Pour les articles homonymes, voir Kanté.
Cédric Kanté, né le 6 juillet 1979 à Strasbourg, est un footballeur international malien qui évolue au poste de défenseur.
Il est également de nationalité française.

## Biographie
Le 16 février 2000, Cédric Kanté prend part à son premier match en professionnel en entrant en fin de match lors du match comptant pour la 26e journée de Division 1 face à l'AJ Auxerre (victoire 0-1).
Le 19 juin 2012, il signe un contrat de deux ans en faveur du FC Sochaux.
Il est libre comme le vent
En fin de contrat en juin 2014, il signe à l'AC Ajaccio.
Le 24 juillet 2015, il rejoint les Pierrots Vauban de Strasbourg en DH.

## Palmarès
- RC Strasbourg
  - Vainqueur de la Coupe de la Ligue en 2005.

- Panathinaïkos
  - Champion de Grèce en 2010
  - Vainqueur de la Coupe de Grèce en 2010.